# 松平行隆
松平 行隆（まつだいら ゆきたか）は、江戸時代初期の武士、江戸幕府旗本。松平氏一族である西福釜松平家出身とされる。島原の乱で軍功を挙げたものの、軍令違反の廉で一時追却処分を受けた（のちに赦免され地位を回復）。

## 生涯
西福釜松平家出身とされるが、行隆以前の系譜についてははっきりせず、『寛政重修諸家譜』（以下『寛政譜』）本文では行隆から系図を始めている。『寛政譜』編纂の際に子孫が提出した家譜によれば、父は松平親良（甚三郎、兵庫頭）、母は内藤清成の娘。親良は徳川家康に仕えて関東に移ったが、故あって婿である本田正家（主膳）の知行地・下総国葛西に寓居したという。
慶長5年（1600年）8月、11歳であった行隆は、小山から江戸に帰還する途中の徳川家康に、行徳においてその母とともにまみえた。慶長11年（1606年）に召し出されて御小姓となり、慶長16年（1611年）に旧地三河国碧海郡赤松村に知行地を賜った。大坂の陣の際には宿直を油断なく務めたことで褒賞されている。
家康の死後は秀忠に仕え、西の丸御書院番となって上洛に供奉した。寛永9年（1632年）に御使番となり、布衣を許される。寛永10年（1633年）には加増を受けて碧海郡内で1000石を知行した。寛永11年（1634年）には幼少の池田光仲が藩主を継いだ鳥取藩に派遣されて国政を監督し、寛永12年（1635年）には尼崎城の引き渡しの任務を担い、寛政13年（1636年）には御目付として松平忠直の配所である豊後国萩原に赴いている。
寛永14年（1637年）、島原の乱が発生する。行隆は現地に急行して一揆の様子を確認して急ぎ戻るように命令を受け、肥後国川尻（現在の熊本市南区川尻）を拠点として偵察を行った。藩主が在国中であった薩摩藩の動向を警戒したともいう。その後細川勢（熊本藩）の軍監の一人となって戦場に赴き、三角、大矢野から原城に転戦。寛永15年（1638年）1月1日の原城総攻撃では一揆勢の銃撃で膝を撃たれ、郎党の助けを得てようやく撤収が可能な状況であった。2月27日の攻撃の際には傷が癒えていなかったにもかかわらず、陣屋にとどまることは不本意であるとして輿に乗って出撃し、榊原職直勢とともに二の丸に乗り込み、家人は本丸まで突入するという軍功を挙げた。
しかし乱の平定後に江戸に帰還すると、振る舞いは剛であるが私の武勇をこととするもので、そもそもの命令に背いて現地に長らくとどまったことは軍令違反であるとして咎められ、7月2日に所帯収公・追却の処分を受けた。『寛永諸家系図伝』は行隆が追却処分を受けていた時期の編纂であるために行隆の家系が掲載されておらず、のちに子孫の本家が処罰を受けて絶えたこともあって、行隆までの系譜が不分明になる一因となっている。
慶安元年（1648年）に罪が赦された。慶安3年（1650年）に召し出されて廩米1000俵を給され、慶安4年（1651年）に御先手弓頭に任じられるとともに三河国額田郡内に300石の知行地を加えられ、同年に廩米を知行に改め1300石の知行取となった。
承応2年（1653年）、64歳で死去。法蔵寺に葬られ、以後代々の葬地となった。遺領1300石のうち、1000石を長男の半左衛門（のち甚三郎）隆見、300石を次男の六左衛門隆春が継いだ。